# Primulina liujiangensis
Primulina liujiangensis là một loài thực vật có hoa trong họ Tai voi (Gesneriaceae). Loài này có ở Quảng Tây (Trung Quốc); được D. Fang & D. H. Qin mô tả khoa học đầu tiên năm 1994 dưới danh pháp Chirita liujiangensis. Năm 2011, Yan Liu chuyển nó sang chi Primulina.